# Isopachys borealis
Isopachys borealis är en ödleart som beskrevs av  Lang och BÖHME 1990. Isopachys borealis ingår i släktet Isopachys och familjen skinkar. Inga underarter finns listade i Catalogue of Life.